# مشعل الحسين
	مشعل يوسف الحسين لاعب كرة قدم سعودي ، يلعب كظهير أيسر حالياً في نادي الدرع.
لعب سابقاً في الفئات السنية في نادي الفتح ونادي الجيل ولعب بعدها مع نادي الروضة ونادي الدرع.